# Bliskovita vojna
Bliskovita vojna (nemško Blitzkrieg) je vojna, ki se zaradi napredka vojne tehnike hitro razvija na prostranem območju; nasprotje je pozicijska vojna.
Kot prvo bliskovito vojno pojmujemo drugo svetovno vojno, ko je Wehrmacht v prvih letih vojne (1939–1941) s to strategijo presenetil nasprotnike. Kot primer izrazite sodobne bliskovite vojne lahko vzamemo hrvaško operacijo Nevihta v hrvaški vojni proti Srbski republiki Krajini.

## Glavne značilnosti
- množična uporaba motoriziranih, mehaniziranih in oklepnih enot,
- sodelovanje med vejami oboroženih sil (posebej med kopensko vojsko in vojnim letalstvom),
- dinamična obramba,
- poteka na prostranem območju,
- oklepne enote vzdržujejo tesen stik z umikajočim sovražnikom,
- »čiščenje« in zasedanje ozemlja izvaja pehota

## Začetniki ideje
Ideja o bliskoviti vojni se je v Nemčiji pojavila v letih takoj po prvi svetovni vojni, njen glavni zagovornik pa je bil nemški general Heinz Guderian, ki je taktiko tudi do potankosti izdelal in jo v praksi uporabil pri napadu na Francijo.

## Konec taktike
Taktika bliskovite vojne se preneha takoj, ko nasprotnik vzpostavi ravnovesje sil. Zaradi izrazito ofenzivnega značaja taktike, je le-ta neuporabna v obrambni vojni, razen v izjemnih primerih, ko se jo uporabi za protinapad.